# Alec Baldwin
Alec Baldwin (n. 3 aprilie 1958, Amityville⁠(d), Babylon⁠(d), New York, SUA) este un actor de film american. Baldwin a primit de-a lungul carierei numeroase premii între care trei premii Emmy, trei premii Globul de Aur și opt premii ale Sindicatului Actorilor, precum și câte o nominalizare pentru premiile Oscar, premiile Tony și premiile BAFTA. Născut cu numele Alexander Rae Baldwin III, într-o familie cu șase copii (patru băieți și două fete), este cel mai mare dintre cei patru frați, deveniți în timp, cu toții, actori.

## Filmografie
- 1990 Alice
- 1994 Umbra
- 1997 Înfruntarea
- 1998: Locomotiva Thomas Sezonul 5 (narator)
- 2000: Thomas și Calea Magică (Domnul Conductor/narator)
- 2002: Locomotiva Thomas Sezonul 6 (narator)
- 2000 Nuremberg ( Procurorul -șef al SUA Robert H. Jackson )
- 2003 Un ghinionist rentabil (The Cooler), regia Wayne Kramer
- 1994 Dă lovitura și fugi (The Getaway), regia Roger Donaldson
- 2006 Cârtița (The Departed), regia Martin Scorsese
- 2006 30 Rock (serial american)
- 2007 Cel mai scurt drum spre fericire (Shortcut to Happiness), regia Alec Baldwin
- 2008 Madagascar 2 (desene animate, vocea lui Makunga)
- 2009 E tare complicat!
- 2012 Rock pentru totdeauna
- 2012 Din dragoste pentru Roma
- 2012 Eroi de legendă
- 2015 Andron